# Langue polysynthétique
 (mars 2021).
Si vous disposez d'ouvrages ou d'articles de référence ou si vous connaissez des sites web de qualité traitant du thème abordé ici, merci de compléter l'article en donnant les références utiles à sa vérifiabilité et en les liant à la section « Notes et références ».
Une langue polysynthétique est, en typologie morphologique, une langue hautement synthétique, dans laquelle chaque mot est composé de nombreux morphèmes. Les mots de ces langues sont souvent très longs et peuvent même correspondre à des phrases entières dans d'autres langues moins synthétiques.
Dans de nombreuses langues qui sont considérées comme polysynthétiques, les verbes ont des formes multiples destinées à refléter le sujet et le complément d'objet. Une telle variété de formes peut être obtenue par divers procédés. Par exemple, l'incorporation permet de former un mot unique en combinant plusieurs morphèmes lexicaux (lexèmes).
Cependant, il y a des langues polysynthétiques qui ne sont pas incorporantes et vice versa.

## Distribution géographique
Les langues polysynthétiques sont apparues dans de nombreuses régions du monde :
- en Afrique, les langues bantoues ;
- en Amérique du Nord et en Sibérie, les langues athapascanes, eskimo-aléoutes, algonquiennes et iroquoiennes ;
- en Amérique centrale et en Amérique du Nord, le nahuatl ;
- dans le Caucase, les langues caucasiennes de Transcaucasie ;
- en Europe, le basque et les langues finno-ougriennes ;
- en Australie, les langues gunwinyguan (en).

Cependant, la définition des langues polysynthétiques est encore controversée, certaines de ces langues étant considérées parfois comme simplement agglutinantes et non polysynthétiques, comme le basque.

## Exemples
En tunumiisut (groenlandais oriental) :
- aattarsinnaanngorpoq « il lui devint possible de partir » : s'analyse en aattaq « partir » + sinnaa « pouvoir » + nngoq « devenir » + pu (indicatif) + q (3e pers.)